# Реувен Рівлін
Реувен Рівлін (івр. ראובן ריבלין; 9 березня 1939, Єрусалим, Палестина, Британська імперія) — ізраїльський політик і громадський діяч, десятий президент Ізраїлю (2014—2021).

## Біографія
Народився в Єрусалимі в родині професора-сходознавця Йосефа Йоеля Рівліна. Військову службу за призовом завершив у званні лейтенанта. Дослужився до звання майора під час резервістської служби. Вивчав юриспруденцію в Єврейському університеті Єрусалима.
1978 року вперше обраний до муніципалітету Єрусалиму. З 1981 до 1986 входив до ради директорів авіакомпанії «Ель-Аль». 1986 року очолив єрусалимську філію руху «Херут». 1988 року висунув свою кандидатуру на посаду мера Єрусалиму, але програв Тедді Коллеку. Того ж року обраний до Кнесету від партії «Лікуд». З 1988 до 1993 обіймав посаду голови руху «Лікуд». 1996 року обраний до Кнесету вдруге, відтоді переобирався ще чотири рази.
Обіймав посаду міністра зв'язку в першому уряді Арієля Шарона. Був противником плану одностороннього розмежування, запропонованого Шароном. У Кнесеті 15-го скликання виконував обов'язки віцеспікера, у Кнесеті 16-го скликання був обраний спікером. Інші посади у Кнесеті включають посаду голови комісії по боротьбі з наркотиками (12-е скликання) і голови двох підкомісій у Кнесеті 17-го скликання. У Кнесеті 12-го і 14-го скликань входив до комісії з закордонних справ і безпеки, у Кнесеті 14-го і 17-го скликань до фінансової комісії.
2007 року Рівлін висунув свою кандидатуру на посаду Президента Ізраїлю, але програв вибори Шимону Пересу з різницею в 21 голос (37 проти 58).
У березні 2009 року Реувена Рівліна одноголосно обрали на посаду спікера Кнесету 18-го скликання.
Крім критики на адресу програми розмежування Шарона, Рівлін також опинився в центрі парламентського скандалу 2010 року, коли відмовився прийняти рекомендацію комісії Кнесету зняти парламентську недоторканність з депутатки від партії БАЛАД Ханін Зоабі, яка узяла участь у Флотилії свободи, що намагалася прорвати ізраїльську морську блокаду сектору Гази.
10 червня 2014 був обраний десятим президентом Ізраїлю, випередивши Меїра Шитріта на 10 голосів (63 проти 53). Церемонія інавгурації відбулася 25 липня в Єрусалимі. До 24 липня обов'язки президента продовжував виконувати Шимон Перес.
У вересні 2016 року перебував із візитом в Україні. 27 вересня виступав у ВР, де звинуватив ОУН та українців у смерті 1,5 млн євреїв. 28 вересня через раптову смерть попереднього президента Ізраїлю Шимона Переса відбув на Батьківщину.

## Особисте життя
Реувен Рівлін був одружений з Нехамою Рівлін (1945—2019), має чотирьох дітей.
Наприкінці 2021 року Рівлін відвідів декілька офіційних заходів із новою партнеркою.
З кінця 1960-х — вегетаріанець.